# Liberty Grove (contea di Delta, Texas)
Liberty Grove è una città fantasma degli Stati Uniti d'America, situata nella contea di Delta dello Stato del Texas.

## Storia
La comunità è stata fondata dal 1854, l'anno in cui aprì la scuola. La comunità agricola comprendeva la scuola e un cimitero nel 1936. Nel 1966, la comunità aveva 25 residenti. La comunità è stata successivamente abbandonata e ricoperta nel 1991 dalle acque del lago artificiale Jim Chapman (fino al 1998 conosciuto come Cooper Lake). Un campeggio nel Cooper Lake State Park porta il nome della comunità.